# Гвай Іван Ісидорович
Іва́н Ісидо́рович Гва́й  (1905—1960) — радянський і український конструктор ракетної зброї, інженер-полковник інженерно-артилерійської служби, один із конструкторів «Катюші», лауреат Сталінських премій (1941, 1942).

## Біографія
Народився 13 грудня 1905 року у місті Катеринославі (тепер Дніпро). Українець. У 1925 році закінчив Катеринославський залізничний технікум і вступив до Катеринославського інституту інженерів залізничного транспорту. Писав вірші, малював; в часі навчання заприязнився з поетами Михайлом Свєтловим та Дмитром Кедріним.
Після третього курсу як найкращий студент був направлений до Вищої військової електротехнічної школи комскладу Робітничо-селянської Червоної Армії (РСЧА).
Після закінчення академії Іван Гвай працював інженером у Газодинамічній лабораторії (ГДЛ). Після організації на базі ГДЛ і ГВРР (Група вивчення реактивного руху) у жовтні 1933 року Реактивного науково-дослідного інституту переїхав до Москви і почав працювати у РНДІ.
Під керівництвом Гвая була створена установка для ракетних снарядів «Флейта», призначена для літаків І-15, І-16. У 1937—1938 роках «Флейта» була взята на озброєння і у 1939 році успішно застосована у боях на Халхін-Голі.
У 1939—1941 роках була розроблена пускова установка для реактивних снарядів на базі вантажного автомобіля ЗіС-6 — БМ-13, яка надалі стала відома як «Катюша». БМ-13 було взято на озброєння 21 червня 1941 року.
Ступінь кандидата наук Іван Гвай здобув 1942 року без захисту дисертації. Коли Іван Ісидорович прийшов до ВАК, його запитали: «А де ж Ваша дисертація?». У відповідь члени комісії почули: «Стріляє на фронті!». Іван Гвай став прототипом головного героя роману Лева Шейніна «Військова таємниця».
Був послідовником теорії Ціолковського. За дозволом доньки працював із рукописами вченого, розробляючи механізм отримання сонячної енергії із космічного простору.
1945 року, коли загинув Дмитро Кедрін, Гвай важко переживав його смерть, при прощанні нишком поклав покійнику під подушку свій партквиток. Згодом на парткомісії відповів, що документ вкрали на вокзалі.
1954 року звільняється з радянської армії.
Помер Іван Ісидорович Гвай від серцевого нападу 22 липня 1960 року. Похований на Новодівочому кладовищі.

## Вшанування пам'яті
У Самарському районі Дніпра його іменем названа вулиця, а на фасаді транспортного технікуму встановлена меморіальна дошка.
1991 року йому посмертно присвоєно звання Героя Соціалістичної Праці.